# Maelström
Maelström is een Canadese romantische dramafilm uit 2000 die geschreven en geregisseerd werd door Denis Villeneuve. De hoofdrol wordt vertolkt door Marie-Josée Croze. 
De film combineert drama en romantiek met zwarte humor en fantasy. Zo wordt het verhaal verteld door een pratende vis.

## Verhaal
Een vis, die op het punt staat in stukken gehakt te worden door een vishandelaar, besluit een verhaal te vertellen dat zich in 1999 afspeelde in Quebec. 
Bibiane Champagne is een jonge, succesvolle zakenvrouw die op een avond met haar auto per ongeluk een 53-jarige Noors-Canadese vishandelaar doodrijdt en vluchtmisdrijf pleegt. Terwijl ze worstelt met de gevolgen van haar misdaad, wordt de zoon van het slachtoffer verliefd op haar.

## Rolverdeling
| Acteur                 | Personage                 |
| ---------------------- | ------------------------- |
| Marie-Josée Croze      | Bibiane Champagne         |
| Jean-Nicolas Verreault | Evian                     |
| Stephanie Morgenstern  | Claire Gunderson          |
| Pierre Lebeau          | De vis (stem)             |
| Kliment Denchev        | Head-Annstein Karlsen     |
| John Dunn-Hill         | Vishandelaar              |
| Bobby Beshro           | Philippe Champagne        |
| Marc Gélinas           | Onbekende man in de metro |